# Équipe du Chili masculine de handball au Championnat du monde 2021
Cet article relate le parcours de l'équipe du Chili lors du Championnat du monde 2021 qui a lieu en Égypte en janvier 2021. Il s'agit de la 6e participation du Chili aux Championnats du monde.

## Présentation

### Qualification
Le Chili termine 4e du Championnat d'Amérique du Sud et centrale masculin de handball 2020. Ce résultat permet à l’équipe de participer au tournoi de handball de la dernière chance d'Amérique du Sud et Centrale 2020 (en) prévu du 15 au 21 juin 2020, afin de d’obtenir une place pour le championnat du monde. 
En raison de la pandémie de Covid-19, la compétition est, dans un premier temps, décalée en novembre 2020 avant d’être annulée le 29 octobre 2020. La confédération d'Amérique du Sud et centrale (SCAHC) prend la décision de qualifier la 4e équipe (les 3 premières étant déjà qualifiées) du Championnat d'Amérique du Sud et centrale masculin de handball 2020 : le Chili,.

## Résultats

### Tour préliminaire
|   | Équipe            | Pts | J | G | N | P | Bp | Bc  | Diff |
| - | ----------------- | --- | - | - | - | - | -- | --- | ---- |
| 1 | Suède             | 6   | 3 | 3 | 0 | 0 | 97 | 69  | 28   |
| 2 | Égypte            | 4   | 3 | 2 | 0 | 1 | 96 | 72  | 24   |
| 3 | Macédoine du Nord | 2   | 3 | 1 | 0 | 2 | 71 | 99  | -28  |
| 4 | Chili             | 0   | 3 | 0 | 0 | 3 | 84 | 108 | -24  |

| 13 janvier 2021 19h00 | Égypte           | 35 – 29   | Chili                  | Cairo Stadium Sports Hall (en), Le Caire Arbitrage : Robert Schulze et Tobias Tönnies |
| 13 janvier 2021 19h00 | Yehia El-Deraa 6 | (18 - 11) | Esteban Salinas (en) 8 | Cairo Stadium Sports Hall (en), Le Caire Arbitrage : Robert Schulze et Tobias Tönnies |
| 13 janvier 2021 19h00 | ×2 ×7            | Rapport   | ×2 ×9 ×1               | Cairo Stadium Sports Hall (en), Le Caire Arbitrage : Robert Schulze et Tobias Tönnies |

| 16 janvier 2021 21h30 | Chili              | 26 – 41   | Suède           | Cairo Stadium Sports Hall (en), Le Caire Arbitrage : Arthue Brunner, Morad Salah |
| 16 janvier 2021 21h30 | Erwin Feuchtmann 7 | (16 – 20) | Lucas Pellas 12 | Cairo Stadium Sports Hall (en), Le Caire Arbitrage : Arthue Brunner, Morad Salah |
| 16 janvier 2021 21h30 | ×8 ×1              | Rapport   | ×1 ×4           | Cairo Stadium Sports Hall (en), Le Caire Arbitrage : Arthue Brunner, Morad Salah |

| 18 janvier 2021 16h30 | Macédoine du Nord | 32 – 29   | Chili           | Cairo Stadium Sports Hall (en), Le Caire Arbitrage : Matija Gubica (hr) et Boris Milošević (hr) |
| 18 janvier 2021 16h30 | Kiril Lazarov 8   | (16 – 17) | Trois joueurs 7 | Cairo Stadium Sports Hall (en), Le Caire Arbitrage : Matija Gubica (hr) et Boris Milošević (hr) |
| 18 janvier 2021 16h30 | ×6                | Rapport   | ×1 ×5           | Cairo Stadium Sports Hall (en), Le Caire Arbitrage : Matija Gubica (hr) et Boris Milošević (hr) |

### Coupe du président
|   | Équipe       | Pts | J | G | N | P | Bp  | Bc  | Diff |
| - | ------------ | --- | - | - | - | - | --- | --- | ---- |
| 1 | Autriche     | 6   | 3 | 3 | 0 | 0 | 105 | 82  | 23   |
| 2 | Chili        | 4   | 3 | 2 | 0 | 1 | 103 | 83  | 20   |
| 3 | Maroc        | 2   | 3 | 1 | 0 | 2 | 71  | 89  | -18  |
| 4 | Corée du Sud | 0   | 3 | 0 | 0 | 3 | 87  | 112 | -25  |

| 20 janvier 2021 16h30 | Chili                    | 44–33   | Corée du Sud    | Handball Hall, « nouvelle capitale » Arbitrage : Yousef Belkhiri et Sid Ali Hamidi |
| 20 janvier 2021 16h30 | Rodrigo Salinas Muñoz 12 | (24–17) | Kim Jin-young 8 | Handball Hall, « nouvelle capitale » Arbitrage : Yousef Belkhiri et Sid Ali Hamidi |
| 20 janvier 2021 16h30 | ×2 ×4                    | Rapport | ×5              | Handball Hall, « nouvelle capitale » Arbitrage : Yousef Belkhiri et Sid Ali Hamidi |

| 22 janvier 2021 19h00 | Autriche            | 33–31     | Chili            | Handball Hall, « nouvelle capitale » Arbitrage : Arthur Brunner et Morad Salad |
| 22 janvier 2021 19h00 | Sebastian Frimmel 8 | (14 - 15) | Erwin Feuchtmann | Handball Hall, « nouvelle capitale » Arbitrage : Arthur Brunner et Morad Salad |
| 22 janvier 2021 19h00 | ×1                  | Rapport   | ×7 ×1            | Handball Hall, « nouvelle capitale » Arbitrage : Arthur Brunner et Morad Salad |

| 24 janvier 2021 16h30 | Maroc             | 17–28   | Chili                  | Handball Hall, « nouvelle capitale » Arbitrage : Ivan Pavićević et Miloš Ražnatovic |
| 24 janvier 2021 16h30 | Amine Harchaoui 6 | (12–14) | Esteban Salinas (en) 7 | Handball Hall, « nouvelle capitale » Arbitrage : Ivan Pavićević et Miloš Ražnatovic |
| 24 janvier 2021 16h30 | ×6 ×2             | Rapport | ×2                     | Handball Hall, « nouvelle capitale » Arbitrage : Ivan Pavićević et Miloš Ražnatovic |

## Statistiques et récompenses

### Buteurs
| Rang  | Joueur                  | Tot. | Tirs | %     | MJ | Moy. |
| ----- | ----------------------- | ---- | ---- | ----- | -- | ---- |
| 1     | Erwin Feuchtmann        | 49   | 78   | 63 %  | 7  | 7    |
| 2     | Rodrigo Salinas Muñoz   | 39   | 59   | 66 %  | 7  | 5,6  |
| 3     | Esteban Salinas (en)    | 34   | 48   | 71 %  | 7  | 4,9  |
| 4     | Sebastián Ceballos (en) | 29   | 47   | 62 %  | 7  | 4,1  |
| 5     | Emil Feuchtmann (en)    | 17   | 29   | 59 %  | 7  | 2,4  |
| 6     | Daniel Ayala (en)       | 14   | 24   | 58 %  | 7  | 2    |
| 7     | Sebastián Pavez (en)    | 13   | 19   | 68 %  | 7  | 1,9  |
| 8     | Javier Frelijj (en)     | 9    | 12   | 75 %  | 7  | 1,3  |
| 9     | Diego Reyes (en)        | 6    | 12   | 50 %  | 7  | 0,9  |
| 10    | Benjamín Callejas (en)  | 4    | 6    | 68 %  | 7  | 0,6  |
| 11    | Felipe Barrientos (en)  | 3    | 3    | 100 % | 7  | 0,4  |
| 12    | Arian Delgado           | 2    | 3    | 67 %  | 2  | 1    |
| 13    | Benjamin Illesca        | 1    | 1    | 100 % | 3  | 0,3  |
| 13    | Felipe García (en)      | 1    | 1    | 100 % | 7  | 0,1  |
| 13    | Víctor Donoso (en)      | 1    | 1    | 100 % | 7  | 0,1  |
| Total | Total                   | 222  | 347  | 64 %  | 7  | 31,7 |

### Gardiens de but
| N°    | Nom                   | %    | Arrêts | Tirs | MJ | Moy. |
| ----- | --------------------- | ---- | ------ | ---- | -- | ---- |
| 1     | Felipe García (en)    | 27 % | 38     | 142  | 7  | 5,4  |
| 2     | Felipe Barrientos     | 25 % | 27     | 106  | 7  | 3,9  |
| 3     | Vicente González (en) | 11 % | 3      | 28   | 7  | 0,4  |
| Total | Total                 | 24 % | 68     | 289  | 7  | 9,7  |